# Baccarat (plaats)
Baccarat is een Franse gemeente in het departement Meurtthe-et-Moselle. Baccarat telde op 1 januari 2022 4.107 inwoners. De plaats ligt aan de Meurthe. De inwoners worden Bachamois genoemd.
Baccarat heeft een treinstation (station Baccarat).

## Kristalfabriek
De plaats is bekend vanwege het gelijknamige kristal, dat onder meer de Russische tsaar Nicolaas II mooi vond. Het wordt sinds 1764 in Baccarat gemaakt. De Baccarat kristalfabriek werd door de bisschop van Metz, Louis-Joseph de Montmorency-Laval, opgericht, nadat hij daarvoor toestemming van de Franse koning Lodewijk XV had gekregen. Deze Verrerie Sainte-Anne raakte in verval maar maakte in 1816 een doorstart dankzij de nieuwe eigenaar Aimé-Gabriel d'Artigues. Hij stichtte de vestiging vanuit het Belgische Vonêche, vandaar de nieuwe naam Établissements de Vonêche à Baccarat.

## Geografie
De oppervlakte van Baccarat bedroeg op 1 januari 2022 13,53 vierkante kilometer; de bevolkingsdichtheid was toen 303,5 inwoners per km².
De onderstaande kaart toont de ligging van Baccarat met de belangrijkste infrastructuur en aangrenzende gemeenten.

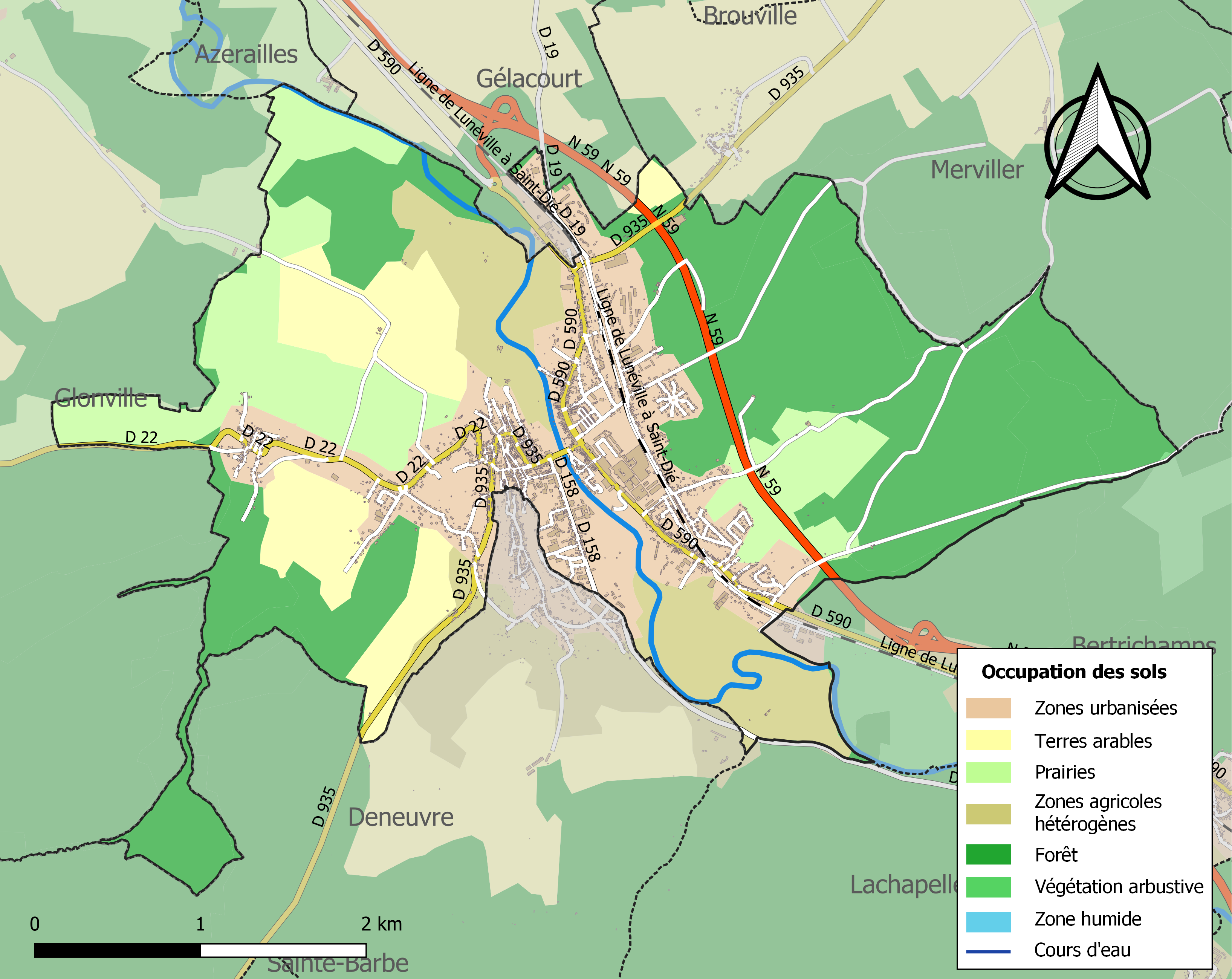

## Demografie
Onderstaande figuur toont het verloop van het inwonertal, bron: INSEE-tellingen. 